# デューク・オブ・エジンバラ (装甲巡洋艦)
デューク・オブ・エジンバラ (HMS Duke of Edinburgh) は、1904年進水のイギリス海軍の装甲巡洋艦。デューク・オブ・エジンバラ級。艦名はエディンバラ公 (Duke of Edinburgh) でもあったザクセン＝コーブルク＝ゴータ公アルフレートにちなむ。

## 艦歴
ペンブルック工廠で建造。1903年2月11日起工。1904年6月14日進水。1906年1月20日就役。公試時、22.84ノットの速度を出した。
1908年から1912年までは第5巡洋艦戦隊に、1912年から1913年までは第3巡洋艦戦隊に、1913年から1914年までは地中海艦隊の第1巡洋艦戦隊に所属した。
「デューク・オブ・エジンバラ」は1916年のユトランド沖海戦での第1巡洋艦戦隊唯一の生き残りである。
1920年にスクラップとして売却され解体された。